# 錫爾萬 (土耳其)

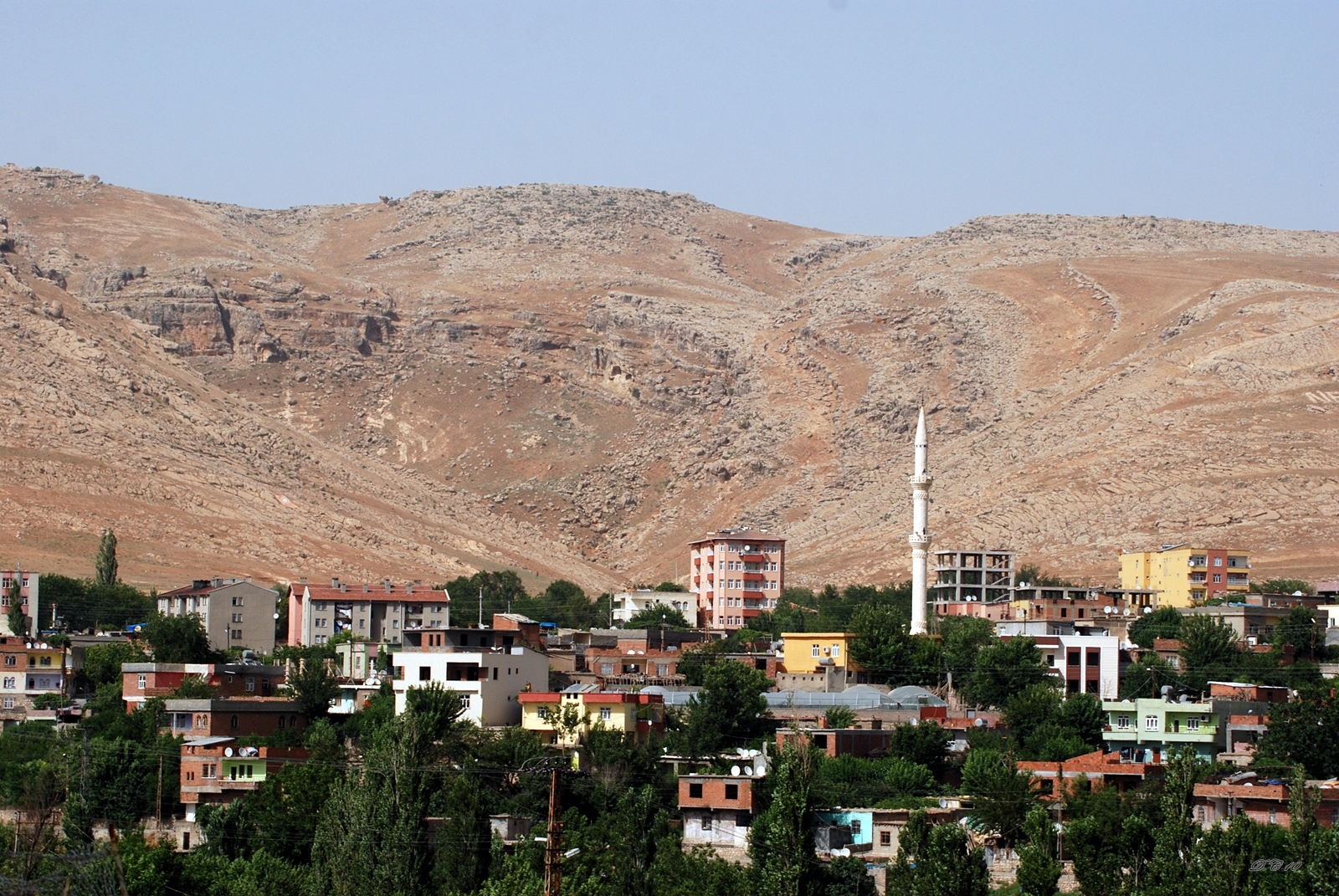
Silvan

錫爾萬（土耳其語：Silvan）是土耳其的城鎮，由迪亞巴克爾省負責管轄，位於該國東南部，面積1,397平方公里，受大陸性氣候影響，每年平均降雨量729毫米，2008年人口42,736，大部分居民是庫爾德人。
许多学者认为此地是亚美尼亚王国古代首都提格兰诺塞塔的两个可能地点之一（另一个是Arzan），这座城市由提格兰大帝建立，并以其名字命名。之后该城由罗马帝国统治，5世纪更名为殉教者城（希臘語：Mαρτυρόπολις，马尔提罗波利斯），7世纪后被阿拉伯人占领，称麦亚法里根（阿拉伯语：ميافارقين）。